# Aleksandr Suworow
Aleksandr Wasiljewicz Suworow (ros. Александр Васильевич Суворов, ur. 13 listopada?/24 listopada 1729 w Moskwie, zm. 6 maja?/18 maja 1800 w Sankt Petersburgu) – rosyjski dowódca i teoretyk wojskowy, zwycięzca wielu kampanii militarnych. Uczestniczył w tłumieniu konfederacji barskiej i dowodził wojną przeciw  insurekcji kościuszkowskiej. Dowódca wojsk okupujących Polskę przed III rozbiorem. Odpowiedzialny za rzeź ludności cywilnej przy zdobywaniu twierdzy Izmaił i warszawskiej Pragi.
Rosyjski generał major (1770), generał lejtnant (1774), général en chef (1786), feldmarszałek (19 października 1794), a następnie generalissimus (29 października 1799), a także sardyński wielki marszałek (4 lipca 1799) oraz austriacki marszałek polny (31 marca 1799). Tytularny książę Italii (князь Италийский, 1799), książę Sardynii, hrabia Rymnika (граф Рымникский, 1789), hrabia Świętego Cesarstwa Rzymskiego. Wolnomularz.

## Życie i działalność
Już w dzieciństwie pod nadzorem ojca, gen. lejtnanta Wasilija Iwanowicza Suworowa (1705–1775; doradcy cara Piotra I) uczył się matematyki, literatury, historii sztuki, astronomii i języków obcych, a także zgłębiał takie działy z zakresu wojskowości jak jeździectwo, strzelectwo, szermierka, taktyka, kartografia, artyleria, sztuka fortyfikacji i historia sztuki wojennej. Ze względu na słaby stan zdrowia we wczesnym dzieciństwie, szczególnie pieczołowicie poddawano go usprawniającym ćwiczeniom fizycznym. Jeszcze jako chłopiec (1742) został wcielony do wojska jako szeregowy żołnierz i służył w Siemionowskim pułku Gwardii Cesarskiej, w którym dosłużył się w 1748 rangi kaprala. W 1754 po ukończeniu nauki w Akademii Wojskowej mianowany oficerem (porucznikiem) i skierowany do Ingermanlandzkiego pułku piechoty. W okresie od 1756 do 1758 zasiadał w Kolegium Wojennym; podczas wojny siedmioletniej od 1758 pełnił służbę na stanowiskach sztabowych i dowódczych. Walczył w bitwie pod Kunowicami 1759, uczestniczył w opanowaniu Berlina 1760 i Kołobrzegu 1761. W 1762 awansowany do stopnia pułkownika i mianowany dowódcą Astrachańskiego pułku piechoty. Od 1763 do 1769 dowódca Suzdalskiego pułku piechoty. W latach 1764–1765 napisał i wprowadził do użytku Instrukcję pułkową – o porządku wojskowym oraz metodach szkolenia i wychowania żołnierza i oficera.
W 1761 został wprowadzony do petersburskiej loży masońskiej Des Trois Etoiles. Wyższe stopnie wtajemniczenia uzyskał w Królewcu, w loży Zu Den Drei Kronen.

### Wczesne kampanie
W latach 1768–1772 dowodził pułkiem piechoty, następnie brygadą i w końcu wielką jednostką (Dywizją Sanktpetersburską) w korpusie gen. lejtnanta Iwana Wejmarna. Brał udział w rozgromieniu konfederacji barskiej. 13 września 1769 odniósł zwycięstwo nad Józefem i Kazimierzem Pułaskimi w bitwie pod Orzechowem. 23 maja 1771 pokonał konfederatów pod wodzą Charlesa Dumourieza w bitwie pod Lanckoroną. W nocy z 22/23 września 1771 rozbił oddziały konfederatów litewskich, dowodzone przez hetmana wielkiego litewskiego Michała Kazimierza Ogińskiego w bitwie pod Stołowiczami. Przeprowadził udane oblężenie Wawelu, zakończone kapitulacją jego załogi 23 kwietnia 1772. W 1770 awansowany do stopnia generała majora.
W lutym 1773 na własną prośbę skierowany na front wojny rosyjsko-tureckiej do 1 Armii gen. płk P. A. Rumiancewa-Zadunajskiego. W okresie od maja do czerwca 1773 jednostka Suworowa dwukrotnie sforsowała Dunaj i rozbiła Turków pod Turtukajem. We wrześniu 1773 zorganizował obronę Girsowa i po odparciu uderzenia Turków, śmiałym kontratakiem rozbił ich siły. W czerwcu 1774 razem z gen. płk. M.F. Kamieńskim pokonał czterdziestotysięczny korpus turecki pod Kozłudżą.
W sierpniu 1774 na rozkaz Katarzyny II został skierowany do stłumienia powstania Pugaczowa na Powołżu. Ponieważ siły powstańców zostały rozbite tuż przed przybyciem Suworowa, przejął  tylko schwytanego Pugaczowa i konwojował go do Symbirska.

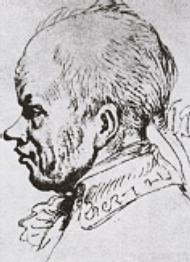
Portret z natury wykonany przez J.P. Norblina (1795)

W latach 1774–1786 dowodził dużymi jednostkami (dywizjami i korpusami) w różnych rejonach Rosji. Kierował budową tzw. Kubańskiej Linii Umocnionej i fortyfikacjami na Krymie. Uniemożliwił przeprowadzenie przez Turków desantu w Zatoce Achtiarskiej w 1778, co zapobiegło próbie rozpętania nowej wojny przez Turcję w niesprzyjającej dla Rosji sytuacji politycznej. W 1786 otrzymał rangę naczelnego (głównodowodzącego) generała (général en chef).
W latach 1787–1791 podczas wojny z Turcją dowodził trzydziestotysięcznym korpusem broniącym wybrzeża od Chersonia do Kinburnu na Krymie. W październiku zniszczył desant Turków w rejonie Kinburnu. W 1788 brał udział w oblężeniu Oczakowa, gdzie został ranny. W 1789 dowodził dywizją w Mołdawii i razem z Austriakami rozbił Turków w bitwie pod Fokszanami 1 sierpnia 1789. 22 września odniósł świetne zwycięstwo nad wojskami wielkiego wezyra w bitwie nad Rymnikiem. Po krótkim szturmie 22 grudnia 1790 zdobył ważną twierdzę Izmaił. Zgodnie z jego rozkazem żołnierze rosyjscy wymordowali tam ponad 10 tys. ludności cywilnej (w tym wiele kobiet i dzieci).
W latach 1791–1794 dowodził związkami taktycznymi i operacyjnymi w Finlandii i na południu Rosji, kierował też pracami fortyfikacyjnymi w różnych rejonach Rosji.

### Kampania polska

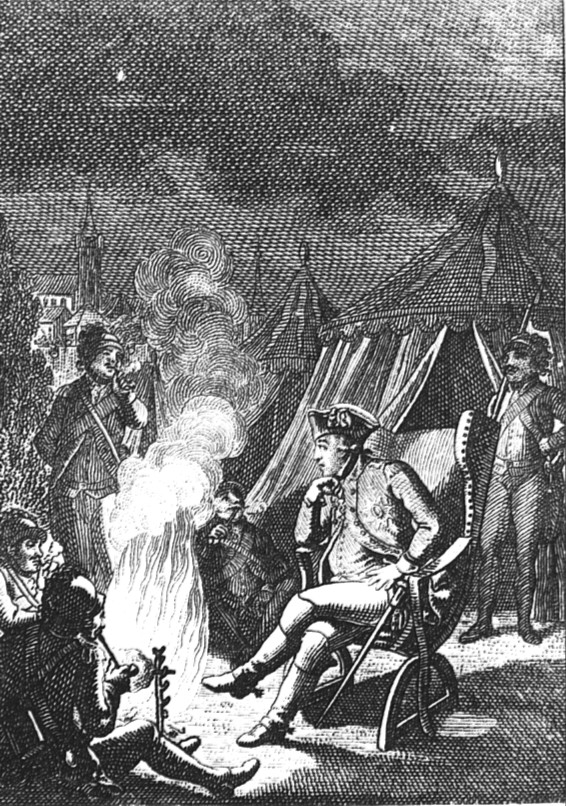
Suworow na przedpolach Pragi (akwaforta Daniela Chodowieckiego)

W 1794 rozbroił na Ukrainie pułki polskie wcielone w 1793 do armii rosyjskiej. Zaniepokojona wybuchem insurekcji kościuszkowskiej Katarzyna II pisała do niego: „Hrabio Aleksandrze Wasiljewiczu! Znany wam z pewnością buntownik Kościuszko, podburzywszy Polskę, w swych kontaktach z potworami rządzącymi Francją, zamierza wszędzie rozsiewać bunt na złość Rosji”. Suworow stanął wówczas na czele korpusu ukraińskiego, który miał zadać ostateczny cios powstańcom kościuszkowskim. W okresie od września do października zepchnął gen. K. Sierakowskiego pod Krupczanami i pobił pod Terespolem, zaś gen. J. Meyena i gen. Arnolda Byszewskiego pokonał w bitwie pod Kobyłką.
4 listopada Suworow przypuścił szturm na Warszawę, dopuszczając się rzezi ludności Pragi z około 20. tysiącami zabitych cywilów. Po kapitulacji miasta wysłał składający się z trzech słów meldunek do carycy, który dzięki swej lapidarności przeszedł do legendy w rosyjskiej historiografii: „Ura! Warszawa nasza!” (Ура! Варшава наша!), na co Katarzyna II odpowiedziała równie lapidarnie: „Ura! Feldmarszałek Suworow!” (Ура! Фельдмаршал Суворов!), co było oznajmieniem awansu do stopnia feldmarszałka.
Rosyjscy historycy obciążają odpowiedzialnością za rzeź niezdyscyplinowane oddziały kozackie, zaś sam Suworow miał nakazać zniszczenie mostów (rzekomo aby zapobiec przeniesieniu masakry na lewobrzeżną Warszawę), lecz w istocie dopuszczenie do niej korzystnie dla niego przyspieszyło kapitulację Warszawy. W Polsce mieszkał do 31 stycznia 1796 roku, dowodząc  wojskami okupacyjnymi.
Po powrocie z kampanii polskiej objął dowództwo wojsk na południu Rosji w Tulczynie. Tam wydał pracę Nauka jak zwyciężać ("Наука побеждать"), w której przekazał wieloletnie doświadczenia w szkoleniu i wychowaniu żołnierza. Treści te okazały się przeciwstawne wydanemu przez cara Pawła I nowemu regulaminowi zapożyczonemu z armii pruskiej. Krytyka nowego regulaminu i odmowa wprowadzenia go w życie w podległych jednostkach doprowadziła do zwolnienia Suworowa z armii 17 lutego 1797 i zesłania go do wsi Konczanskoje w guberni nowogrodzkiej.

### Kampania włoska

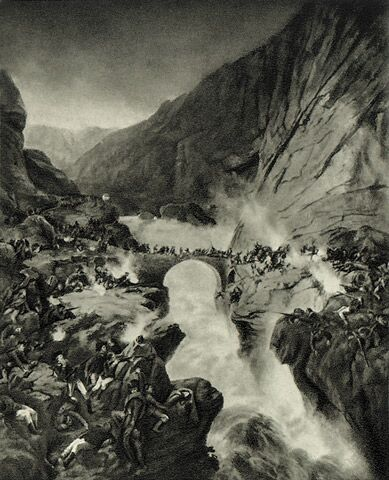
Przejście wojsk Suworowa przez Diabelski Most w Alpach szwajcarskich (mal. Aleksander von Kotzebue, 1857)

W związku z powstaniem drugiej antyfrancuskiej koalicji z udziałem Rosji, Paweł I na prośbę sprzymierzeńców w lutym 1799 wyznaczył Suworowa naczelnym dowódcą wojsk rosyjskich skierowanych do Włoch (podporządkowano mu także wojska austriackie). W czasie tej kampanii Suworow na czele wojsk rosyjsko-austriackich,  odniósł kilka zwycięstw (m.in. nad Addą i nad Trebbią, pod Novi), ostatecznie opanowując północne Włochy. Opracowany przez niego plan działań strategiczno-operacyjnych przewidywał natarcie razem z tworzoną armią Piemontu na kierunku Grenoble – Lyon – Paryż, przy współdziałaniu z armią austriacką księcia Karola, która powinna nacierać ze Szwajcarii. Plan jednak został zniweczony przez Austriaków, którzy dążyli jedynie do zajęcia Włoch, wymuszając następnie na carze przejście wojsk Suworowa do Szwajcarii. Podczas tego przejścia we wrześniu 1799 wojska rosyjskie pokonały istotne trudności przemarszu przez góry i wyjścia z okrążenia.
W październiku 1799 koalicja z Austrią została przez Pawła I rozwiązana, a wojska Suworowa wróciły do Rosji. Za sukcesy odniesione we Włoszech Suworow został mianowany jeszcze w tym samym 1799 r. generalissimusem i otrzymał honorowy tytuł księcia Italii. Jednakże za naruszenie „najwyższego Regulaminu” w Rosji ponownie skazano go na wygnanie i wkrótce zmarł w 1800. Został pochowany w Petersburgu.
W grudniu 2022 roku zdemontowany został pomnik Suworowa w Odessie.

## Ocena militarna
Suworow zwykł mawiać Kula jest głupia – bagnet zuch! (ros. Пуля–дура, штык–молодец), chętnie posyłając swych żołnierzy do walki na bagnety. Przekonanie o rozstrzygającym znaczeniu takich szarż podważają jednak historycy wojskowości stwierdzeniem, że już pod koniec XVIII wieku bagnety powodowały zaledwie niewielki procent ran bitewnych.
Według rosyjskiej historiografii, był wybitnym wodzem swojej epoki. Zerwał z szablonową taktyką i bezmyślną dyscypliną, wzorowaną na armii Prus. Jego sztukę wojenną cechowała zaczepność, szybkość działania i umiejętność wykorzystania manewru siłami, dążenie do decydującego rozstrzygnięcia w walce. Kładł duży nacisk na wyszkolenie żołnierza i wszczepienie mu wiary w potęgę jego armii i we własne siły.
Krytycy Suworowa zwracają jednak uwagę, że jego zwycięstwa były okupione dużą liczbą ofiar cywilnych. Przynajmniej dwukrotnie pozwolił on swoim wojskom na dokonanie masakry ludności cywilnej - podczas zdobywania twierdzy Izmaił w 1790 roku zginęło około 10 tys. cywilów i podczas zdobywania Warszawy w czasie insurekcji kościuszkowskiej w 1794 roku jego żołnierze dokonali rzezi Pragi, w której śmierć poniosło od kilku do nawet 20 tysięcy cywilów. Suworow krwawo tłumił wszelkie ruchy ludowe i wyzwoleńcze, między innymi pacyfikował chłopskie powstanie Pugaczowa i konfederację barską. W roli dowódcy wojsk okupacyjnych (1794-1796) przyczynił się do zrujnowania państwa polskiego, uwięzienia króla Stanisława Poniatowskiego, wielu aresztowań, konfiskat i do ostatecznego upadku Polski, czym pogwałcił obowiązujące wówczas prawo międzynarodowe.
Podwładnymi i wychowankami Suworowa byli m.in.: Michaił Kutuzow, Matwiej Płatow, Michaił Miłoradowicz, Piotr Bagration.

## Odznaczenia

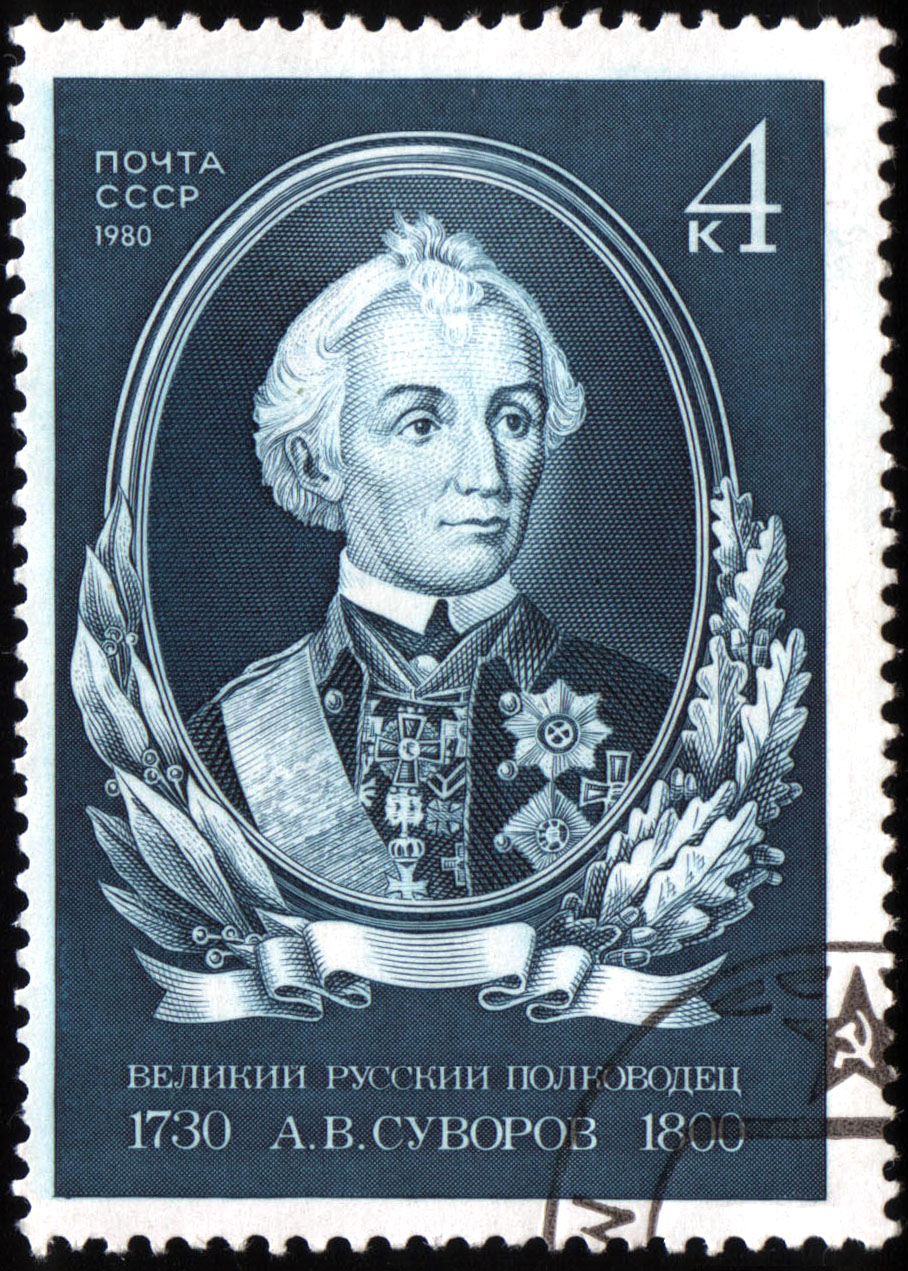
Upamiętniający Suworowa znaczek pocztowy Związku Radzieckiego (1980)

Suworow był kawalerem 5 rosyjskich orderów:
- św. Andrzeja Apostoła,
- św. Aleksandra Newskiego,
- św. Jerzego,
- św. Włodzimierza,
- św. Anny;

a także orderów zagranicznych:
- polskiego św. Stanisława
- polskiego Orła Białego,
- bawarskiego św. Huberta,
- bawarskiego Lwa Złotego,
- pruskiego Czarnego Orła,
- pruskiego Pour le Mérite,
- pruskiego Czerwonego Orła,
- sardyńskiego Zwiastowania,
- sardyńskiego krzyża wielkiego śś. Maurycego i Łazarza,
- austriackiego krzyża wielkiego Marii Teresy,
- kawaler krzyża wielkiego Połączonych Rycerskich i Szpitalnych Zakonów Św. Łazarza z Jerozolimy i Najświętszej Marii Panny z Góry Karmel,
- kawaler krzyża wielkiego Wojskowego i Szpitalnego Zakonu św. Jana z Jerozolimy (Maltańskiego), którego wielkim mistrzem był Paweł I.

## Suworow w literaturze
Adam Mickiewicz w Panu Tadeuszu kilkakrotnie nawiązuje do postaci Aleksandra Suworowa.
Byłym podwładnym Suworowa jest kapitan Ryków, gość Sopliców. W czasie uczty w zamku opisanej w Księdze I (w. 521-531) Ryków wspomina rywalizację między Suworowem a Napoleonem Bonaparte i rozważa, jak będzie wyglądała przyszła wojna z Francuzami, gdy Suworowa zabrakło:
Pójdziem, czy pod Turka,
Czy na Francuza; oj ten Bonapart figurka!
Bez Suwarowa – to on może nas wytuza.
U nas w pułku gadano, jak szli na Francuza,
Że Bonapart czarował, no, tak i Suwarów
Czarował: tak i były czary przeciw czarów.
Raz w bitwie, gdzie podział się? szukać Bonaparta!
A on zmienił się w lisa, tak Suwarów w charta;
Tak Bonaparte znowu w kota się przerzuca –
Dalej drzeć pazurami - a Suwarów w kuca.
Obaczcież, co się stało w końcu z Bonapartą…»
W Księdze IX (w. 7163-7165) kapitan Ryków zachęca majora Płuta do pojedynku z Tadeuszem i parafrazuje powiedzenie Suworowa o wyższości walki na bagnety nad bronią palną (Kula jest głupia – bagnet zuch!, ros. Пуля–дура, штык–молодец):
Trzeba tego szlachcica na pole wywabić;
Nie można z karabina, to choć szpadą zabić.
»Co puka, to nie sztuka, to wolę co kole«:
Mówił stary Suworów; wyjdź Majorze w pole
W tej samej Księdze IX (w. 7219-7294) pokonany przez szlachtę Ryków wspomina udzieloną mu osobiście przez Suworowa radę:
«Lachy braty!
Oj biada mnie, żem nie miał choć jednej armaty!
Dobrze mówił Suworów: »pomnij Ryków kamrat,
Żebyś nigdy na Lachów nie chodził bez armat!«
Ponadto, w poemacie wymienia się wiele wydarzeń, w których brał udział Suworow (konfederacja barska, insurekcja kościuszkowska, rzeź Pragi, zdobycie Izmaiła).

## Suworow w filmie
W 1940 roku zrealizowano radziecki film historyczny Suworow (premiera miała miejsce 23 stycznia 1941 roku) w reżyserii Wsiewołoda Pudowkina i Michaiła Dollera. W roli feldmarszałka wystąpił Nikołaj Czerkasow. Fabuła rozpoczyna się od zwycięskiej „kampanii polskiej” w 1794, czyli pokonania przez Rosjan oddziałów insurekcji kościuszkowskiej i otwarciu drogi na Warszawę. Po bitwie Suworow ogląda zdobyczne polskie sztandary i chwali żołnierzy za dobijanie uciekających Polaków. Kolejne sceny przedstawiają popadnięcie Suworowa w niełaskę cara Pawła I, po śmierci Katarzyny II. Końcowe sekwencje filmu opowiadają jego zwycięską „kampanię włoską” i przekroczenie Alp. Jak wynika z fabuły, wojska rosyjskie pomagają sojuszniczej Austrii w walce z napoleońską Francją i otwierają im „drogę na Paryż”.
Film miał charakter propagandowy i jego wymowa służyła usprawiedliwieniu polityki Związku Radzieckiego po zawarciu sojuszu z hitlerowskimi Niemcami, min. zagarnięcia terenów wschodniej Polski. Fabułę tworzy  czytelna aluzja do agresji radzieckiej na Polskę we wrześniu 1939 i do niemieckiej (więc również „austriackiej”) kampanii przeciw Francji w 1940 roku.
Procesem realizacji filmu interesował się sam Józef Stalin, który w liście z 9 lipca 1940 zwrócił uwagę na „niedostatki” scenariusza i nakazał położyć większy nacisk min. na umiejętności Suworowa wykorzystania „do dna” niedociągnięć przeciwnika, uderzania w tyły wroga i utrzymania dyscypliny wśród żołnierzy.
Film otrzymał trzy Nagrody Stalinowskie i był często wyświetlany w Związku Radzieckim również w późniejszych latach (w wersji lekko ocenzurowanej w 1968 roku, w której złagodzono wymowę antypolską), przyczyniając się do utrwalenia legendy Aleksandra Suworowa jako genialnego wodza.
Postać Suworowa pojawia się również kilkakrotnie w późniejszych radzieckich i rosyjskich filmach (z roku 1953, 1985, 2005, 2019).

## Upamiętnienie
Jego wizerunek został umieszczony na naddniestrzańskiej monecie obiegowej o nominale 1 rubla wyemitowanej w 2014 roku.